# Гавано, я люблю тебе
Гавано, я люблю тебе (ісп. 7 días en La Habana — 7 днів у Гавані) — іспаномовний фільм-кіноальманах 2012 року. Дія фільму відбувається в столиці Куби — Гавані, протягом тижня кожен день у якому зрежисований іншим режисером. Режисерами стали Бенісіо дель Торо, Пабло Траперо, Хуліо Медем, Елія Сулейман, Гаспар Ное, Хуан Карлос Табіо, Лоран Канте. Сценарій написав кубинський новеліст Леонардо Падура. Бюджет склав 3 млн євро, зйомки проходили в Гавані з березня по квітень 2011 року. Фільм було знято при ко-продкції іспанської студії Morena Films та французької Full House, за підтримки Havana Club International у рамках програми розвитку кубинської культури. Світова прем'єра відбулась 23 травня 2012 на 65-му Каннському кінофестивалі, стрічка потрапила у програму «Особливий погляд», а українська презентація відбулась на 3-му Одеському кінофестивалі. В широкий прокат стрічка вийшла 30 травня 2012 в Франції, в Україні з 9 серпня 2012.

## Опис
Іспаномовна антологія про 7 днів в столиці Куби, представлена 7 різними режисерами зі світовими іменами. Продовжуючи тренд, який був запущений збіркою «Париж, я люблю тебе», цей колаж відкриває для нас загадковий і самобутній образ Гавани, однієї з найкрасивіших острівних столиць світу.

## У ролях
- Даніель Брюль
- Емир Кустуриця
- Елія Сулейман
- Джошуа Гатчерсон — Тедді Аткінсон
- Володимир Крус
- Мірта Ібарра
- Хорхе Перегурія